# Agavenema barberella
Agavenema barberella är en fjärilsart som beskrevs av August Busck 1902. Agavenema barberella ingår i släktet Agavenema och familjen knoppmalar. Inga underarter finns listade i Catalogue of Life.